# Unicol Fútbol Club
Unicol FC o Deportivo Unicol, fue un equipo de fútbol venezolano, que tuvo participación en la Primera División de Venezuela antes de cambiar de nombre a Atlético Zulia FC. Los inicios del equipo se remontan a un torneo realizado entre equipos amateurs de la Costa Oriental del Lago de Maracaibo, con la intención de tener una base de jugadores para el futuro equipo profesional. De allí que el nombre resume la unión de los municipios, empresas, entes públicos, fanaticada y jugadores de la COL.

## Uniforme
Amarillo, verde y negro eran los colores del equipo. Representando el color amarillo al sol que siempre baña la región, el verde a la pujante actividad agrícola y pecuaria, y el negro al petróleo que sale del subsuelo y motoriza la economía del estado y de la nación. Como visitantes usaban el azul y el negro.

## Sede
Unicol FC tenía como sede el estadio "5 de julio" de la población de Lagunillas, en el estado Zulia, aunque la sede deportiva del equipo era el estadio Sierra Maestra de Ciudad Ojeda, cuya capacidad es de 600 espectadores. Posteriormente, jugó en el estadio Pachencho Romero de Maracaibo para cumplir con los requerimientos de la máxima categoría del fútbol venezolano. 

## Fundadores
La Junta Directiva inicial era:
- Presidente: Ing. Isidro Sulbarán
- Vice Presidente: Ing. Marcelo Bortolussi
- Secretario: Lic. Ciro Contreras
- Tesorero: Lic. Antonio Reyes

## Jugadores destacados
En los primeros años se destacaron jugadores venezolanos e importados. Es de recordar los goles de Carlos "Pilin" Camargo, quién en la temporada 93/94 de la segunda división terminó como mejor goleador. Esteban Torin, Misael bunga Chirinos, Chelin Ricon, Marcos Leiva, Pedro Gonzales, Pedro Aldarna, Dionicio Rojas, Yhon Medina, Sirenio Hernández, Jorge Pérez, José Nabollán, Oscar Framilio, Rafael Dudamel, José de Jesus "Chuy" Vera, Jorge "Zurdo" Rojas, Gabriel Urdaneta), estos últimos todos miembros de la selección nacional en distintas oportunidades), así como Franklin Vilchez.
Por el lado de los importados resaltó con sus goles el incombustible Rodrigo Soto, neogranadino que provino al equipo procedente del Trujillanos FC y que brindó a UNICOL muchas alegrías.